# BL 6 inch gun Mk V
Die BL 6 inch gun Mk V war eine von der Elswick Ordnance Company entwickelte Hinterladerkanone. Sie wurde in der Küstenverteidigung des britischen Weltreichs verwendet. Ursprünglich war sie für die Verwendung der vorhandenen Schwarzpulver-Treibladungen vorgesehen.

## Geschichte und Einsatz
Die ab Mitte der 1860er Jahre eingeführten Vorderlader mit gezogenem Lauf (RML – Rifle Muzzle Loading) hatten sich bei der Royal Navy und bei der Küstenartillerie grundsätzlich bewährt. In langwierigen Versuchsreihen waren geeignete Kalibergrößen ermittelt worden. Der Fortschritt im Schiffbau, insbesondere in Hinblick auf Geschwindigkeit und Panzerung der dampfgetriebenen Kriegsschiffe, erforderte jedoch eine höhere Reichweite und Kadenz sowie eine größere Durchschlagskraft. Als gasdichte Verschlüsse verfügbar wurden, ging man daher wieder zum Hinterlader über. Aus ökonomischen Gründen sollten jedoch die in großer Anzahl vorhandenen Treibladungen aus Schwarzpulver weiterverwendet werden. Die Elswick Ordnance entwickelte daraufhin die BL 6 inch gun Mk I (BL – Breech Loading), die ab 1880 von der bei Elswick Ordnance und der Royal Gun Factory gebauten BL 6 inch guns Mk II–VI abgelöst wurde.
Die Elswick Ordnance entwickelte die Version Mk V ursprünglich für den Export. Einige dieser Waffen wurden von der britischen Regierung aufgekauft und in der Küstenverteidigung eingesetzt. Sie erhielten die Bezeichnung 6-inch gun Mark V. Das Geschütz wurde nach Hongkong, Neuseeland, die Australischen Kolonien und Siam exportiert und dort bei der Küstenartillerie eingesetzt.

## Konstruktion

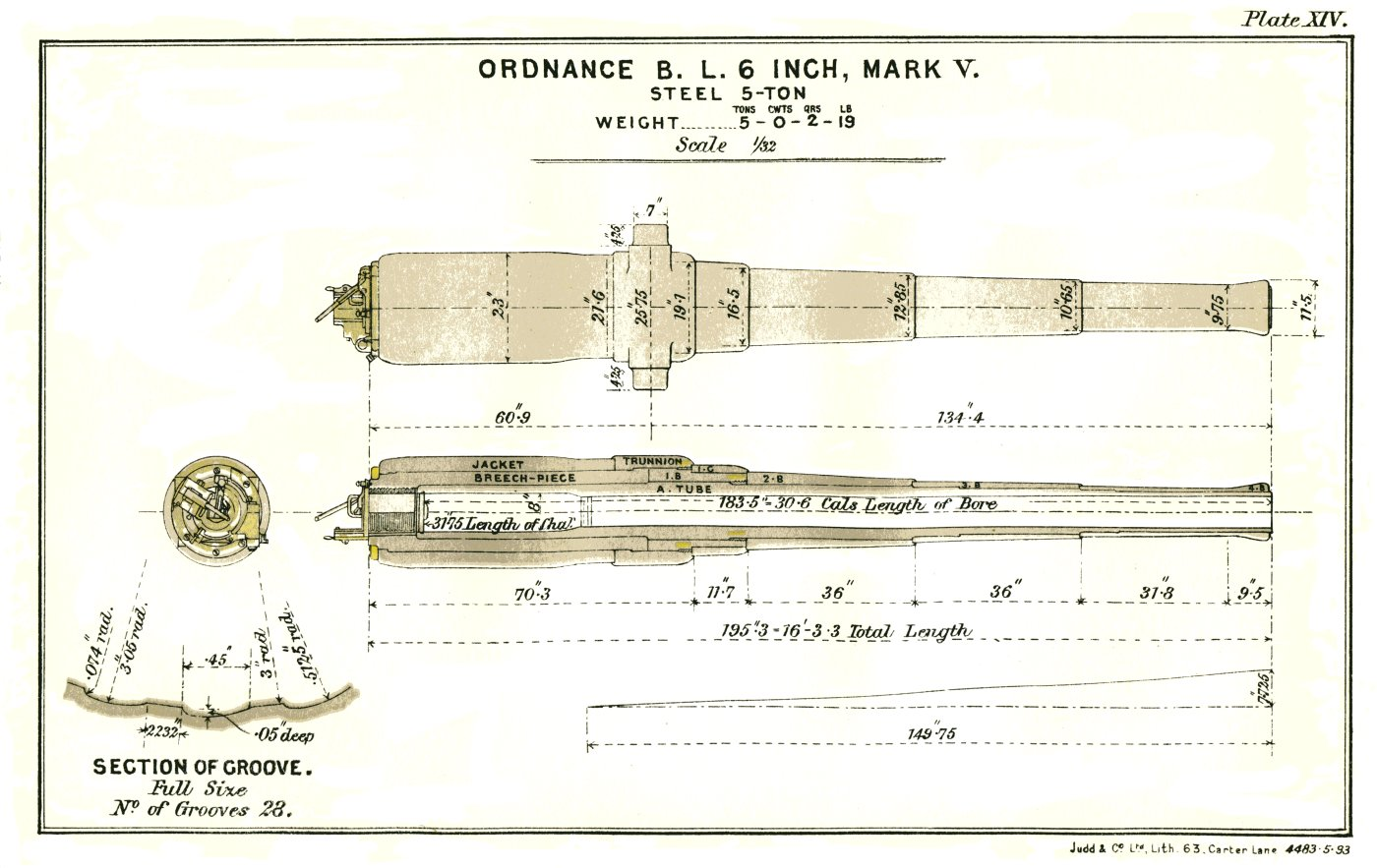
Mk V

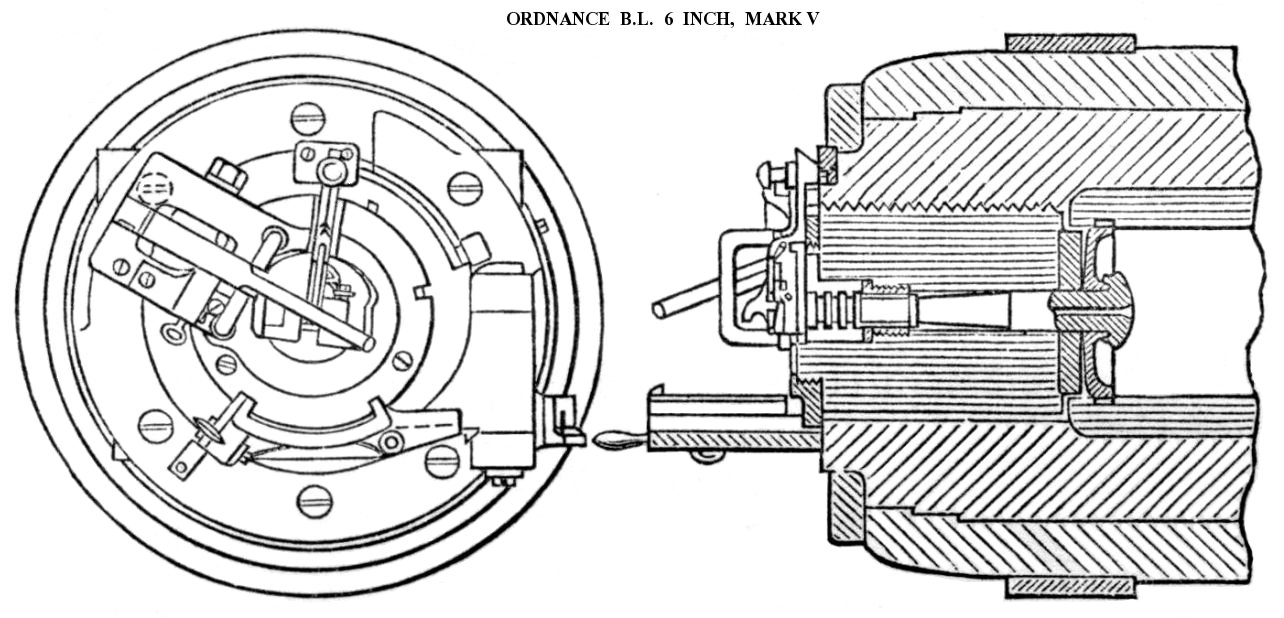
Mk V Verschluss

Die Konstruktion der Mk V ähnelte prinzipiell der Konstruktion der BL 6 inch guns Mk II–VI. Das Rohr wurde jedoch auf eine Länge von 30 Kalibern verlängert und wies 28 statt 24 Züge auf, verschoss aber dieselben 100-lb.-Geschosse wie die Versionen Mk III, IV und VI.
Der Verschluss und das Abzugssystem wurden bei den Kanonen in britischen Diensten umgebaut, um sie an die bereits eingeführten Mk III, IV und VI anzugleichen. Der Verschluss war allerdings links angeschlagen, im Gegensatz zur Mk III, IV und VI, die einen rechts angeschlagenen Verschluss besaßen.
Das Rohr war eine Ganzstahlkonstruktion und bestand aus einem Seelenrohr und dem Mantelrohr, das wiederum aus mehreren, sich teilweise überlappenden Ringen bestand.
Die Kanone besaß keine Einrichtung für den Rohrrücklauf und erforderte daher eine besondere Lafettenkonstruktion. Die Geschütze wurden entweder auf hydropneumatischen Gelenklafetten montiert oder besaßen eine Vavasseur-Gleitbahn. Dabei glitt die fest mit der Kanone verbundene Oberlafette auf einer geneigten Gleitbahn der Unterlafette, um den Rückstoß der Kanone zu absorbieren.

## QFC Konversion

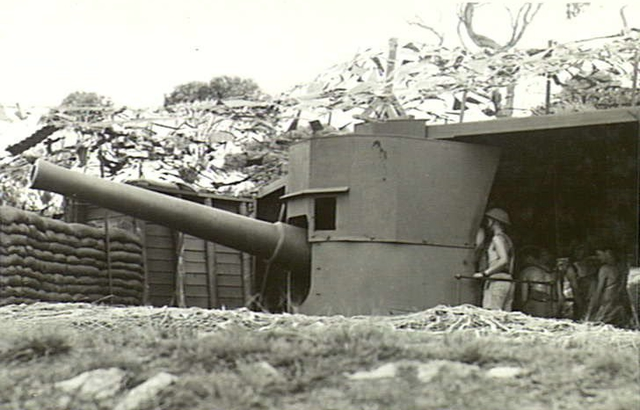
QFC in Albany, Western Australia, 1943

Während der 1890er Jahre wurde patronierte Munition entwickelt, die mit Schnellfeuergeschützen (QF – Quick Fire) verschossen wurde. Diese neue Technologie führte zu einer deutlichen Erhöhung der Kadenz. Teilweise wurden vorhandene Geschütze auf die Verwendung patronierter Munition umgerüstet. Vier Mk V wurden von New South Wales nach Großbritannien zurückgeführt und dort umgerüstet. Sie erhielten die Bezeichnung QFC (Quick Fire Converted).
Zwei dieser Kanonen waren bis 1945 in Princess Royal Fortress in Albany, Western Australia, eingesetzt.